# 方下河
方下河是山东省莱芜区的河流。河上游建有大冶水库。经过和庄镇、苗山镇、口镇街道、张家洼街道和方下镇。据1979年12月洪水调查资
料，清光绪三十四年七月二十四日（1908年8月20日），庙河圈河段洪峰流量1,570立方每秒（55,000立方英尺每秒）；1957年8月27日，出现洪峰流量901立方米/秒。大冶水库使洪灾大幅减少2,610立方每秒（92,000立方英尺每秒）。